# Killian (Luisiana)
Killian es un pueblo ubicado en la parroquia de Livingston en el estado estadounidense de Luisiana. En el Censo de 2010 tenía una población de 1206 habitantes y una densidad poblacional de 42,73 personas por km².

## Geografía
Killian se encuentra ubicado en las coordenadas 30°21′9″N 90°34′51″O / 30.35250, -90.58083. Según la Oficina del Censo de los Estados Unidos, Killian tiene una superficie total de 28.23 km², de la cual 28.17 km² corresponden a tierra firme y (0.2%) 0.06 km² es agua.

## Demografía
Según el censo de 2010, había 1206 personas residiendo en Killian. La densidad de población era de 42,73 hab./km². De los 1206 habitantes, Killian estaba compuesto por el 88.47% blancos, el 10.45% eran afroamericanos, el 0.17% eran amerindios, el 0.17% eran asiáticos, el 0% eran isleños del Pacífico, el 0.25% eran de otras razas y el 0.5% pertenecían a dos o más razas. Del total de la población el 2.07% eran hispanos o latinos de cualquier raza.